# نيك وير
نيك وير (بالإنجليزية: Nick Weir)‏ هو مقدم تلفزيوني بريطاني، ولد في 28 نوفمبر 1964 في سيدني في أستراليا.

## وصلات خارجية
- نيك وير على موقع IMDb (الإنجليزية)
- نيك وير على موقع قاعدة بيانات الفيلم (الإنجليزية)